# Струг (судно)

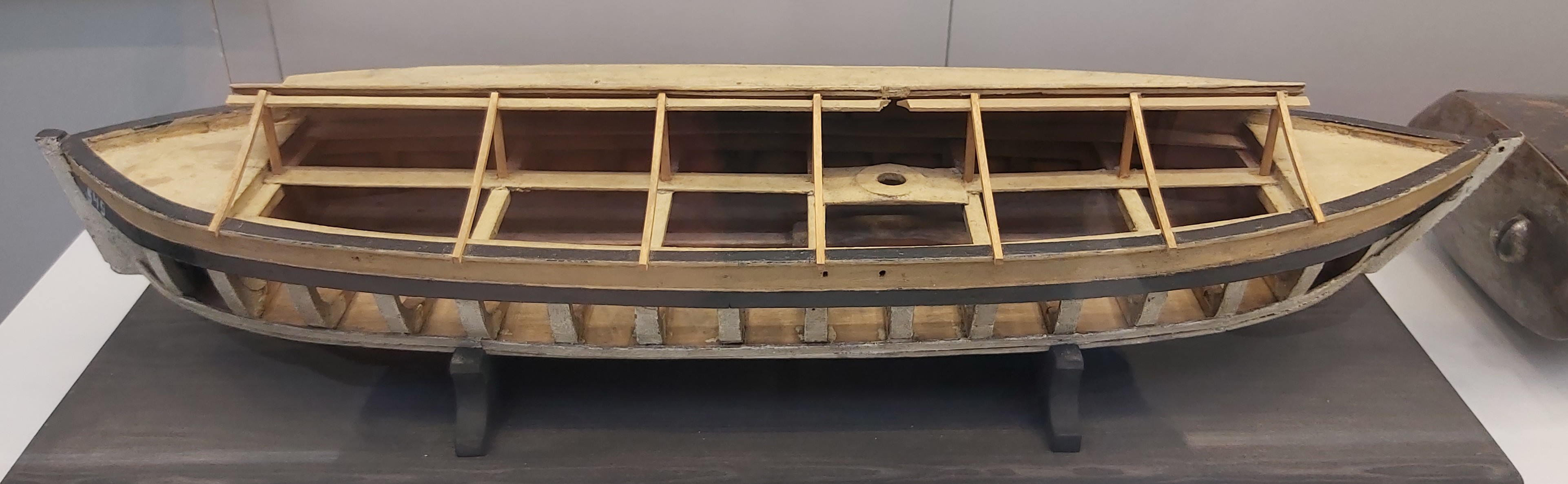
Струг

Струг — плоскодонне вітрильно-гребне судно 11-12 ст.
За розмірами проміжне між човном і лодією.
Вміщувало до 10-12 людей.
Використовувалось на річках і озерах, було обладнане веслами, знімною щоглою з невеликим прямим вітрилом, яке ставилося за попутним вітром, і пристосовувалось для транспортування волоком.
Будувались за такою ж схемою, як і човни.
Пізніше стругами звались великі річкові вантажні судна типу барок.
Довжина струга становила 20-40 метрів, ширина — 4-10 м.
Для захисту вантажу від негоди на стругах влаштовувалась ликова покрівля.
У XVI—XVII століттях козацький човен, основний тип суден, відрізнявся легкістю, повороткістю і швидкохідністю. Однодеревий корпус оковувався залізом, по бортах для збільшення остійності і непотоплюваності кріпили пояс з снопів очерету. Ніс і корма були гострими, палуба була відсутня, на носі й у кормі розташовувалися чердаки. Струг мав щоглу заввишки бл. 11 м із прямим вітрилом, 16-40 весел. На кормі, іноді в носі розташовували загребні (кермові) весла. Озброювалися декількома фальконетами, вміщували 50-100 чол. Завдовжки 15-21, завширшки 5,5-6 м. Ранні струги і чайки практично не мали відмінностей, пізніше у стругів почали чітко розрізняти ніс і корму, яку стали робити заокругленою.
У 16-17 ст. невеликі струги використовували для захисту річкових торгових шляхів і купецьких валок від розбою.
Мали на озброєнні невеликі гармати, вміщували 60-70 козаків.